# Windows 2.0
Windows 2.0 è un'interfaccia grafica sviluppata dalla Microsoft nel 1987 per i personal computer dotati di sistema operativo MS-DOS.
Era compatibile con il software sviluppato per Windows 1.0, ma forniva una migliore gestione delle finestre che ora possono essere sovrapposte. Per la prima volta in un sistema Microsoft compaiono le icone, i menu e i box di dialogo (proprio per via delle icone la Apple fece causa alla Microsoft per violazione di brevetto, ma in seguito i giudici diedero ragione alla Microsoft rigettando le accuse dell'Apple poiché questa aveva condiviso i diritti dell'interfaccia con l'azienda di Gates). Viene introdotto il DDE (Dynamic Data Exchange) per facilitare la comunicazione tra diversi applicativi e lo standard SAA (System Application Architecture) per rendere omogenee le diverse applicazioni. Le prestazioni vennero migliorate con una più raffinata gestione della memoria che consentiva di sfruttare parte della memoria estesa pur rimanendo in modalità reale, le applicazioni DOS potevano superare i 640 Kilobyte di memoria, venne inoltre aggiunto il supporto alla specifica LIM EMS 4.0 (Lotus Intel-Microsoft Expanded Memory Specification).
Inizialmente progettato per macchine 8086 e 8088, all'introduzione di processori 80286 e 80386 furono distribuiti Windows 2.1 (per 80286) e Windows/386 (per 80386) in grado di funzionare anche in modalità a 32 bit, chiamati nel complesso Windows 2.1x. L'insieme di Windows 2.0 e di queste due successive estensioni era indicato anche con la denominazione Windows 2.x.

## Screenshots

Avvio di Windows 2.03
MS-DOS Executive in Windows 2.03
Write in esecuzione su Windows 2.03
Utilizzo di Windows 2.03